# Fukuro
Fukuro (梟; lit. Coruja) é uma banda japonesa independente, da cena visual kei, formada em 2021 e composta pelo vocalista Yoshiatsu, pianista Daisuke, baixista Yutara e baterista Lotto.

## Carreira
Após o fim do Dadaroma em 2020, o vocalista Yoshiatsu formou o grupo Fukuro em 2021, com o pianista Daisuke (ex suporte do Dadaroma), baixista Yutara (ex MonstlloW) e baterista Lotto (suporte do Deadman). Yoshiatsu também possui um bar como esse nome. O grupo foi revelado em 5 de setembro, e no dia seguinte lançaram seu primeiro mini álbum, Fukuro no Mori.
Sua primeira turnê, chamada Yomawari #1, teve três shows em janeiro de 2022: em Tóquio, Osaka e Nagoya. Nesse mês eles haviam lançado o seu segundo mini álbum Adult Chidren, no dia 23. Em maio lançaram o videoclipe de uma das faixas, "Ningen Janai". O terceiro mini álbum foi lançado no mesmo ano, intitulado Dramaturgy, em 12 de outubro. O videoclipe da faixa "Bakemono Watashi ni wa" foi lançado em promoção, com visuais psicodélicos.
Em 22 de outubro de 2023 lançaram seu primeiro álbum completo, Minority Minority. Uma apresentação gratuita em 22 de outubro no Shibuya Chelsea Hotel comemorou o lançamento do álbum. A banda realizou seus primeiros shows internacionais neste ano, com uma turnê nos Estados Unidos. Uma campanha de crowdfunding foi aberta para auxiliar nos gastos dos shows.
Em 23 de novembro de 2024 Fukuro lançou seu primeiro single, "Road to The Future", com um videoclipe em preto e branco. Em julho de 2025 embarcaram em turnê na Europa com seis datas, chamada Road to Europe. Após a turnê, voltaram a sua terra natal com um show solo intitulado Tadaima e lançaram o single "Smells Like Human Diner". Além disso, anunciaram seu próximo EP Utopia, previsto para 5 de novembro. O álbum será promovido por três shows logo após o lançamento, em Nagoya, Osaka e Tóquio, nessa ordem.

## Estilo musical e temas
Os gêneros musicais de Fukuro foram descritos como jazz, funk e rock, principalmente. A banda possui uma formação incomum na cena visual kei, sem um guitarrista principal, contendo um vocalita, um pianista, um baixista e um baterista, com o vocalista ocasionalmente assumindo a guitarra. Yoshiatsu afirmou que não pensa na banda como "necessariamente visual kei", mas possui raízes no movimento. Ele citou Dir en grey como influência. Daisuke é o compositor da banda, e contou que no seu processo de composição, ele utiliza suas ideias pessoais ou engloba ideias dos outros membros. Com isso, a banda se reúne no estúdio para arranjar suas demos.

## Membros
- Yoshiatsu – vocais, guitarra (2021–presente)
- Daisuke – piano, composição (2021–presente)
- Yutara – baixo, design (2021–presente)
- Lotto – bateria (2021–presente)

## Discografia
Álbuns e EPs
- Fukuro no Mori (梟の森, 6 de setembro de 2021)
- Adult Children (アダルトチルドレン, 23 de janeiro de 2022)
- Dramaturgy (ドラマトゥルギー, 12 de outubro de 2022)
- Minority Minority (マイノリティ・マイノリティ, 23 de outubro de 2023)
- Utopia (5 de novembro de 2025)

Singles
- "Road to the Future" (30 de novembro de 2024)
- "Smells Like Human Diner" (31 de julho de 2025)